# Leucozonia triserialis
Leucozonia triserialis là một loài ốc biển, là động vật thân mềm chân bụng sống ở biển trong họ Fasciolariidae.